# Clemens Denhardt
Clemens Denhardt, född 1852 i Zeitz i Sachsen-Anhalt, död 1928, var en tysk upptäcktsresande i Afrika.
Denhardt bereste 1878-1879 tillsammans med sin bror Gustav (1856-1917) och Gustav Adolf Fischer området kring Tanafloden i nuvarande Kenya, och återvände sedermera till Europa för att samla medel för att det land som de undersökt skulle vinnas för den tyska handeln. 1882 lyckades Denhardt bilda Tanakommittén, som jämte vetenskapsakademin i Berlin 1884 bekostade en ny expedition till Wituland, av vars sultan, som ställde sig under tyskt beskydd, Denhardt förvärvade ett område med omkring 60 km kust jämte alla höghetsrättigheter. Han återvände därefter till Tyskland och sålde 1 400 km² av sin besittning till det av medlemmar av Tyska kolonialföreningen bildade Tyska Witu-sällskapet.

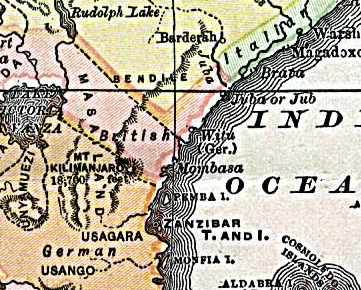
Wituland på en karta från 1890.

Genom överenskommelse i juli 1890 överlät Tyskland protektoratet över Witu till Storbritannien mot erhållande av ön Helgoland i Nordsjön.